# Cirilo Antonio Rivarola
Cirilo Antonio Rivarola (ur. 1836 w Eusebio Ayala, zm. 1879 w Asunción) – paragwajski polityk i wojskowy.
Brał udział w wojnie paragwajskiej. 25 maja 1869 pod Cerro Leon dostał się do niewoli brazylijskiej. 15 sierpnia 1869 został wybrany (przed przedstawicieli opozycji paragwajskiej) tymczasowym prezydentem oraz członkiem tymczasowego triumwiratu zależnego od przedstawicieli państw sprzymierzonych. Funkcję tymczasowej głowy państwa pełnił do 31 sierpnia 1870. Ponownie urząd prezydenta sprawował od 1 września 1870 do 18 grudnia 1871.